# موصل إكس إل آر

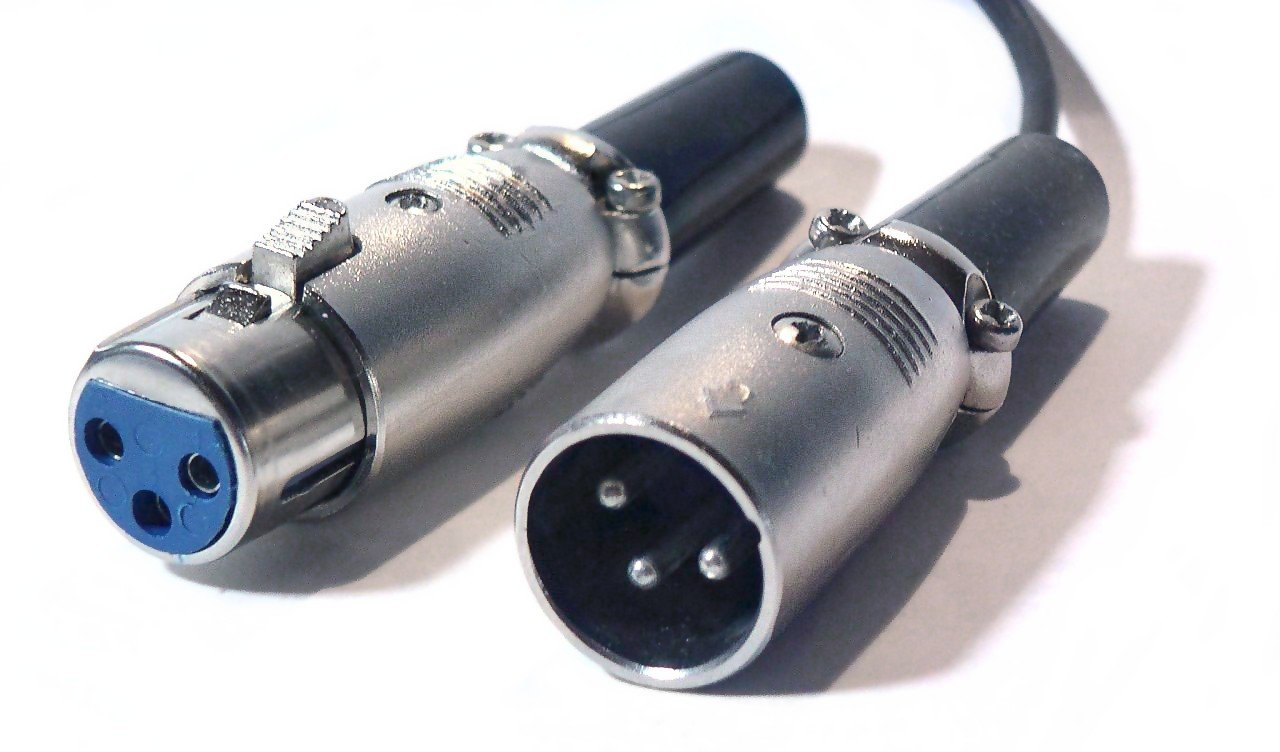
وصلة إكس إل آر

موصل إكس إل آر هو نوع من الموصلات الكهربائية، يستخدم بصورة أساسية في معدات الصوت الاحترافية والفيديو وإضاءة المسارح. يكون تصميم الموصلات دائري الشكل  ذو 3-7 دبابيس. يترافق استخدام الموصلات مع استخدام التوصيل البيني الصوتي المتوازن، مع تضمين معيار الصوت الرقمي إيه إي إس 3، ولكنها تستخدم أيضًا للتحكم في الإضاءة ومع مزودات طاقة ذات جهد منخفض وفي تطبيقات أخرى. تتوفر موصلات إكس إل آر من عدد من الشركات المصنعة ومشمولة بالمعيار الدولي آي إي سي 61076-2-103 (IEC 61076-2-103) الذي يحدد أبعادها القياسية. تشبه موصلات إكس إل آر ظاهريًا أبعاد موصل دي آي إن الأصغر بالحجم، ولكنها غير متوافقة فيزيائيًا معه.
تُستخدم النسخة الأصغر من الموصل -التي تسمى موصل إكس إل آر المصغر- على معدات أصغر.

## تاريخ ومصنِّعون
ابتُكر موصل إكس إل آر بواسطة جيمس هـيوز كانون، مؤسس شركة كانون إلكتريك في لوس أنجلوس بولاية كاليفورنيا (أصبحت الشركة الآن جزءًا من شركة آي تي تي)، ولهذا السبب كان يُعرف أحيانًا بالعامية باسم مقبس كانون أو موصل كانون. صُنعت في الأصل باسم سلسلة كانون إكس، بحلول عام 1950، أُضيفت ميكانيكية المزلاج (في إصدار كانون إكس إل) وبحلول عام 1955 صدر إصدار يحيط تماسات الوصلة الأنثوية بعزل من مطاط البولي كلوروبرين (النيوبرين) مع استخدام لاحقة إكس إل آر للإصدار. يوجد أيضًا سلسلة إكس إل بّي التي تستخدم العزل البلاستيكي الصلب، ولكنها كانت متشابهة مع الإصدار إكس إل آر. صنعت آي تي تي كانون موصلات إكس إل آر في موقعين كاناغاوا في اليابان وملبورن في أستراليا. بِيع الموقع الأسترالي إلى شركة الكاتيل للعناصر في عام 1992 ثم استحوذت عليه أمفينول في عام 1998. واصلت آي تي تي كانون تصنيع موصلات إكس إل آر في اليابان.
بدأت شركة سويتشكرافت فيما بعد في تصنيع موصلات متوافقة، وتبعتها شركة نويتريك. قامت شركة نويتريك بعدد من التحسينات على الموصل واحتوى تصميم الجيل الثاني منه (المعروف باسم سلسلة إكس) على أربعة أجزاء فقط لموصل الكبل وأُزيلت البراغي الصغيرة التي استخدمها كل من كانون وسويتشكرافت، والتي كانت عرضة للارتخاء بسبب الاستخدام، وكانت تتساقط وتضيع.

## تصميم
تتوفر موصلات إكس إل آر في إصداري الذكور والإناث، وذلك بالنسبة لتصميم الكبل ولتصميم القطع المركبة على الهيكل، أي يتوفر بالمجمل أربعة أنماط. هذا أمر غير معتاد إلى حد ما إذ إن العديد من تصميمات الموصلات الأخرى تحذف أحد الأنماط (عادةً ما يكون الموصل الذكر المركب على الهيكل).
صُممت موصلات إكس إل آر الأنثوية لتوصيل الدبوس الأول أولًا (دبوس الأرضي)، قبل أن تلامس الدبابيس الأخرى بعضها، عند إدخال موصل إكس إل آر الذكر. مع إنشاء اتصال الأرضي قبل توصيل خطوط الإشارة، يمكن إدخال (وإزالة) موصلات إكس إل آر في المعدات الموصلة بالتيار الكهربائي دون التقاط إشارات خارجية (كما يحدث عادةً، على سبيل المثال، مع موصلات آر سي إيه).
يختلف عدد الدبابيس. اعتبارًا من عام 2016، تتوفر موصلات إكس إل آر مع ما يصل إلى 10 دبابيس، وموصلات إكس إل آر المصغرة حتى ثمانية. يمكن ربط موصلات إكس إل آر من جهات التصنيع المختلفة، باستثناء الموديلات ذات الستة دبابيس، التي تتوفر في تصميمين غير متوافقين. يضيف تصميم سويتشكرافت المكون من 6 دبابيس الأقدم دبوسًا مركزيًا إلى التصميم القياسي المكون من 5 دبابيس، في حين أن تصميم نويتريك الأحدث هو من نمط مختلف. يمكن وصل موصل سويتشكرافت الأنثى المكون من 6 دبابيس مع قابس ذكر قياسي مكون من 5 دبابيس، في حين أن تصميم نويتريك المكون من 6 دبابيس لا يمكن وصله معه. توفر نويتريك حاليًا موصلات من كلا التصميمين المكونين من 6 دبابيس.